# Schülerfluggemeinschaft
Schülerfluggemeinschaften oder Segelflug-AGs sind Sportgruppen auf freiwilliger Basis in der Trägerschaft von Schulen, die häufig mit Segelflugvereinen kooperieren, und Schülern das Erlernen und Ausüben des Segelfliegens ermöglichen. Die Segelflugzeuge sind zumeist im Besitz der Schule oder von Fördervereinen. Einige Bundesländer erkennen den Segelflug als „außerunterrichtlichen Schulsport“ an.

## Einige Schülerfluggemeinschaften
In Klammern das Jahr der Gründung.
- Rivius-Gymnasium, Attendorn (1960)
- Johannes-Althusius-Gymnasium, Bad Berleburg
- Kopernikus-Oberschule Berlin-Steglitz
- Gymnasium Blomberg
- Albert-Einstein-Schule Bochum (1972)
- Gymnasium Adolfinum Bückeburg
- SFG Delmenhorst
- Felix-Fechenbach Berufskolleg, Detmold (1966)
- St. Ursula Gymnasium, Dorsten
- Mallinckrodt-Gymnasium / Europaschule, Dortmund
- Friedrich-Albert-Lange Berufskolleg / Erich Kästner-Gesamtschule / Max-Planck-Gymnasium, Duisburg (1984)
- Stiftisches Gymnasium, Düren
- Grund- und Hauptschule Eicklingen
- Grund- und Hauptschule mit Werkrealschule Entringen
- Hauptschule Freudenberg
- Helfenstein-Gymnasium Geislingen
- Realschule Halver
- Integrierte Gesamtschule Hannover-Linden
- Gesamtschule Hennef
- SFG Jülich
- Städtisches Gymnasium Kamen
- Georg-Christoph-Lichtenberg-Schule Kassel
- Willy-Brandt-Gesamtschule Kerpen
- Georg-Simon-Ohm-Schule Köln
- Gymnasium Korschenbroich
- Gymnasium Laucha
- Teletta-Groß-Gymnasium Leer
- Bergstadt-Gymnasium / Berufskolleg für Technik Lüdenscheid
- Geschwister-Scholl-Gesamtschule, Lünen
- Städtisches Walram-Gymnasium Menden (Sauerland)
- Ratsgymnasium Minden
- Hans-Böckler-Berufskolleg, Münster
- Niklas-Luhmann-Gymnasium Oerlinghausen
- Gymnasium Oschersleben
- Städtisches Gymnasium Rothenburg/Neiße
- Gymnasium am Eikel / Realschule Anton Raky, Salzgitter
- Carl-Theodor-Schule Schwetzingen
- Anno-Gymnasium Siegburg
- Berufskolleg Technik Siegen (1970)
- Gymnasium Borghorst, Steinfurt